# Празници в Египет
Празниците в Египет се разделят на няколко основни групи.
Националните празници се спазват от цялото население. Тъй като ислямът е официалната и най-голямата религия в страната всички египтяни спазва мюсюлманските празници. Християнските празници нямат национален статут, но християните имат правото да ги спазват. Единственият национален християнски празник е Коледа, която тук се отбелязва на 7 януари.

## Национални празници
Следните празници се отбелязват в цялата страна и тогава всички правителствени институции и държавни предприятия не работят.
| Дата       | Име                         | Описание                                                                                               |
| 7 януари   | Коледа (по стар стил)       | Коптската православна църква отбелязва раждането на Иисус Христос.                                     |
| 25 януари  | Национален ден на полицията | Празник на представителите на закона.                                                                  |
| 25 април   | Освобождаването на Синай    | Отбелязва се изтеглянето на израелските войски от Синайския полустров през 1982.                       |
| 1 май      | Ден на труда                | |
| 23 юли     | Ден на революцията          | Празнува се Египетската революция от 1952.                                                             |
| 6 октомври | Ден на въоръженните сили    | Отбелязва се пресичането на Суецкия канал от египетските военни сили по време на Войната от Йом Кипур. |

Някои правителствени институции и повечето египетски университети не работят на отбелязвания от Коптската православна църква Кръщение Господне на 19 януари по стар стил.

### Подвижни празници
Следните празници са национални, но нямат фиксирана дата, а се отбелязват според съблюдавания ислямски или християнски календар.
| Име                                   | Описание |
| Шам ел Несим (Пролетен фестивал)      | Понеделникът след Православния Великден                                                                                          |
| Ислямска нова година                  | Първият ден от ислямския календар (1 мухарам)                                                                                    |
| Раждането на Пророка Мохамед (сунити) | Отбелязването на рождената дата на Пророка Мохамед, който се приема, че е на дванадесетия ден от месеца Раби ал-Ауал.            |
| Ейд ал-Фитър (Рамазан байрам)         | Тридневен празник, с който се слага край на постите по време на Рамадан и се отбелязва между 1 и 3 шевал.                        |
| Ейд ал-Ада (Курбан байрам)            | Отбелязва се края на хаджа и е в памет на жертвоприношението на пророка Ибрахим. Отбелязва се на десето число от месеза Зулхидж. |

## Други празници
Тези празници се отбелязват от повечето египтяни, но нямат официален статут.
| Дата        | Име                                        | Описание                                                                                                |
| 1 януари    | Нова година                                | Нова година според Грегорианския календар                                                               |
| 3 март      | Ден на спортиста                           | Празник в чест на всички египетски спортисти                                                            |
| 21 март     | Ден на майката                             | Празник на майката.                                                                                     |
| 18 юни      | Ейд ел-Галаа (Ден на евакуацията)          | Отбелязва се евакуацията на всички чуждестранни военни сили през 1954.                                  |
| 15 август   | Уафа Елнил (Нилските наводнения)           | Началото на ежегодните наводнения, предизвикани от придошлите води на Нил                               |
| 21 октомври | Ден на египетските морски сили             | Отбелязва се потопяването на израелския разрушител HMS Zealous (R39), познат още като Ейлат, през 1967. |
| 24 октомври | Денят на Суец / Ден на народната съпротива | Отбелязва се съпротивата на жителите на Суец по време на Войната от Йом Кипур.                          |
| 23 декември | Ден на победата                            | Празник в чест на края на Суецката криза                                                                |